# Église Notre-Dame du Grand-Castel
Pour les articles homonymes, voir Église Notre-Dame.
L’église Notre-Dame du Grand-Castel est située à Puymirol, dans le département de Lot-et-Garonne, en France.

## Localisation
L'église Notre-Dame du Grand-Castel est située, rue Royale, à Puymirol, dans le département de Lot-et-Garonne, en France.

## Historique
La bastide est fondée en  1246, sous le nom de Grande Castrum, « Grand Castel », par Raymond VII de Toulouse. Elle est construite dans la paroisse de Saint-Seurin. L'évêque d'Agen, Pierre de Reims, prétendit qu'elle se trouvait dans la mouvance de son église. Une transaction régla le différend pour 500 livres de la monnaie d'Agen. Dans le charte de l'évêché d'Agen, datée du 26 septembre 1246, le lieu est qualifié de desertum, nemorosum, herenum. Le but des créateurs de l'Agenais était de bâtir un réseau permettant la défense de leurs droits.
Raymond VII fait construire en même temps que la bastide l'église Notre-Dame du Grand-castel. Le pape Innocent IV lui accorda la présentation à la cure par la bulle du 24 avril 1247. En 1257, « Grande Castrum » est nommé parmi les 12 bailliages de l'Agenais. En 1283, Édouard Ier d'Angleterre accorde le droit de construire des murs et des portes pour la ville. Les murs doivent être élevés au frais de la communauté et les portes au frais du roi. Le 13 décembre 1286, Édouard Ier accorde une charte de coutumes.
En 1600, Nicolas de Villars, évêque d'Agen, est venu à Puymirol rétablir le culte catholique après 22 années passés sans qu'il n'y eut de messe. Seule, l'église de Notre-Dame a été restaurée. Celle de Saint-Seurin fut définitivement abandonnée.
L'intérieur de la nef a été réaménagé dans les années 1950.
L'église Notre-Dame du Grand-Castel a été inscrite au titre des monuments historiques en 2003.